# Pranles
Pranles település Franciaországban, Ardèche megyében. Lakosainak száma 505 fő (2022. január 1.). Pranles Creysseilles, Lyas, Les Ollières-sur-Eyrieux, Saint-Étienne-de-Serre, Saint-Sauveur-de-Montagut, Saint-Vincent-de-Durfort és Veyras községekkel határos.

## Népesség
A település népességének változása:
| Lakosok száma | 371  | 380  | 389  | 439  | 464  | 458  | 491  | 511  | 510  | 505  |
|               | 1968 | 1982 | 1990 | 2006 | 2013 | 2015 | 2017 | 2019 | 2020 | 2022 |